# 北野村 (大阪府西成郡)
北野村（きたのむら）は、かつて摂津国・大阪府西成郡に存在した村である。現在の大阪市北区の中部にあたり、梅田の繁華街東半や再開発中のJR梅田貨物駅跡地の大半を占める。

## 歴史
村内を中国街道が縦断し、大坂市街の北に隣接する村だった。天満寄りの南東部では江戸時代から天満西寺町や梅ケ枝新地など市街化が始まり、明治以降、とりわけ阪急梅田駅の開業以降は急速に市街化した。

### 沿革
- 1886年（明治19年） 西成郡川崎村との境界入組を是正。
- 1889年（明治22年）4月1日 北野村単独で町村制施行。
- 1897年（明治30年）4月1日 大阪市第一次市域拡張により大阪市へ編入され、北区北野となる。
- 1900年（明治33年） 北区北野を以下の18町に改編。
  - 北野松本町・北野佐藤町・北野牛丸町・北野芝田町・北野大深町・北野小深町・北野茶屋町・北野西之町・北野角田町・北野小松原町・北野高垣町・北野堂山町・北野太融寺町・北野兎我野町・西寺町2丁目・西梅ケ枝町・北野東之町・野崎町

## 交通

### 鉄道
- 現在は旧村域に阪急電鉄梅田駅が所在するが、当時は未開業。